# こだま (列車)

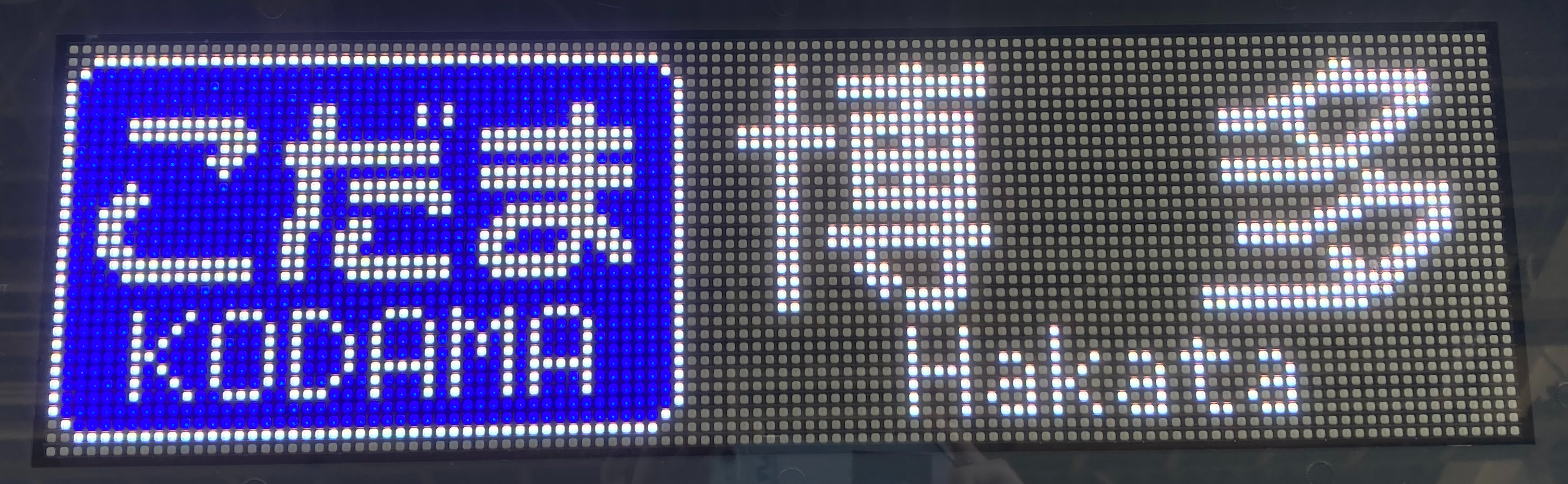
行先表示機などにおける案内では青色が用いられる。

こだまは、東海旅客鉄道（JR東海）及び西日本旅客鉄道（JR西日本）が東海道新幹線・山陽新幹線で運転している特別急行列車の愛称である。列車の案内表示では青色が用いられる。
本項では、東海道新幹線開業以前に日本国有鉄道（国鉄）が東京駅 - 大阪駅・神戸駅間を東海道本線経由で運行していた国鉄初の電車特急列車についても記述する。

## 概要
東海道・山陽新幹線の各駅に停車する列車。停車駅は東海道新幹線駅一覧・山陽新幹線駅一覧を参照。
新幹線の「こだま」は、1964年（昭和39年）10月1日に東海道新幹線が開通した当初から速達タイプの「ひかり」に対して始発駅から終着駅まですべての駅に停車する列車として運行を開始した。もともと「こだま」は東海道本線を走行する“ビジネス特急”として親しまれていた列車であり（詳細は後述）、名称とともにその役割を継承したものである。
1972年（昭和47年）3月15日の山陽新幹線岡山開業、1975年（昭和50年）3月10日の山陽新幹線博多駅延伸で運行区間を延ばしていくが、「ひかり」やその後運行を開始した「のぞみ」が全区間を走行する列車として運転されたのに対し、「こだま」は当初より近距離の都市間輸送や「のぞみ」「ひかり」との乗り継ぎ輸送が主な役割と位置づけられており、岡山延伸以降は廃止系統でも静岡 - 岡山間、名古屋 - 広島間などの区間運転が主体で、東京 - 博多間全区間を通しで運行する列車はない。現在は東海道新幹線では輸送力確保と座席数統一のため全ての列車が16両編成を用いるのに対し、山陽新幹線では8両の短い編成を用いていることもあって、新大阪駅を越える列車は運行されておらず、東京発着の列車は基本的に「東京から名古屋」「東京から新大阪」しかない。ほとんどの駅で「のぞみ」や「ひかり」の接続・通過待ちを行うため、所要時間は目的地によって異なるが通常より多くかかる。例として東京 - 新大阪間の日中の所要時間は3時間57分（2019年3月ダイヤ改正時点）であるが、朝晩の列車の所要時間の合計が3時間20分程度であり、運転時間のうち35分が接続・通過待ちのための停車時間に割り当てられていることとなる。
また、運行開始当時より「ひかり」「のぞみ」用車両を車両基地最寄り駅（三島駅など）へ回送させる列車を「こだま」として運行している事例もあるほか、新幹線通勤対策で朝晩を中心に、拠点駅ではない途中駅（静岡駅・浜松駅・姫路駅・三原駅・新山口駅・新下関駅など）始発・終点となる列車も数多く設定されている。
山陽新幹線で運行される「こだま」の多数は博多駅から博多南線へ乗り入れ、博多南駅まで運行される。但し、博多南線内では列車名のない在来線の特急列車扱いとなる。
東海道新幹線の新富士駅、掛川駅、三河安城駅および山陽新幹線の厚狭駅は、「こだま」のみが停車する。かつては相生駅・新倉敷駅・新尾道駅・三原駅・東広島駅・新岩国駅も「こだま」のみが停車していた。

### 名称の由来
「こだま」の名称は、1958年（昭和33年）、東京 - 大阪間の日帰り可能な電車による「ビジネス特急」新設にあたって、最終的には国鉄末期まで広く使われたJNRマークやアルファベットの「T」をモチーフとした特急エンブレムが採用されたシンボルマークとともに、一般公募によって決められたものである。東海道新幹線開業に伴う東京 - 大阪間在来線特急の廃止により、在来線特急としての「こだま」は1964年9月30日に廃止され、翌日10月1日から新幹線の列車名として使用されている。
1958年5月4日にビジネス特急の完成予想図が新聞発表され、これに合わせて愛称の募集が告知された。既にほかの列車に使用されている愛称、および将来的に使用を予定していた「富士」は避けるという条件が付けられていた。5月20日締め切りで6月上旬発表を予定していたが、応募が殺到したために発表は6月下旬に延期された。
92864票もの応募があり、愛称名の種類は2500種類に上った。1位は5,957票の「はやぶさ」で、「平和」1,076票、「さくら」692票といったほかの候補と比較しても「こだま」は374票と、それほど多い得票ではなかった。最終選考で「こだま」は木霊つまり山彦のことであり、「1日で行って帰ってくることができる」ことから決定されたものといわれる。
なおこの時に佳作として以下のものが発表され、将来の特急名として採用するとされた。
- 「はやぶさ」：1958年10月1日、東京 - 鹿児島間の急行「さつま」特急格上げに伴う改称で採用。詳細は「はやぶさ」列車愛称の由来を参照。
- 「さくら」：「平和」に20系客車を投入する際の改称で採用。詳細は列車愛称についてを参照。
- 「平和」：東京 - 長崎間の特急「さちかぜ」に、1958年10月1日のダイヤ変更に伴う改称で採用。詳細は列車愛称についてを参照。
- 「初雁」（はつかり）：1958年10月1日に上野 - 青森間の新設特急名として採用。詳細は「はつかり」列車愛称の由来を参照。

また、のちの新幹線に採用された名前では「のぞみ」が108通、「やまびこ」が291通であった（「ひかり」は当時急行列車に使用されていたため選考対象外）。珍しい応募としては「愛妻」（日帰りできるので浮気を防げるから）・「躍進日本」・「十河」（当時の十河信二国鉄総裁から）・「金田」（国鉄スワローズのエースピッチャー金田正一から）などがあった。

## 運行概況
2023年3月18日現在、早朝・深夜を除いて東海道区間では東京発着で名古屋まで毎時1本、新大阪まで毎時1本が運転されている。山陽区間では新大阪または岡山発着で博多まで毎時1本程度が運転されている。
車内販売は2012年3月17日のダイヤ改正で全廃された。それ以前は東京 - 名古屋・新大阪間の通し運転列車のみ営業していた。
| 路線         | 号数                       | 運行区間                                        | 使用車両           | 備考                         |
| ------------ | -------------------------- | ----------------------------------------------- | ------------------ | ---------------------------- |
| 東海道新幹線 | 700 - 755・757号           | 東京 - 名古屋・新大阪間                         | N700系 N700S系     |                              |
| 東海道新幹線 | 760 - 768号                | 三島・静岡・名古屋 - 新大阪間                   | N700系 N700S系     |                              |
| 東海道新幹線 | 800 - 816・818・820・822号 | 東京 - 三島・静岡・浜松間                       | N700系 N700S系     |                              |
| 山陽新幹線   | 830 - 877号                | 新大阪 - 岡山・広島・博多間 岡山 - 広島・博多間 | 500系 700系 N700系 | 一部区間運転あり（下記参照） |
| 山陽新幹線   | 770 - 783・785号           | 広島・新山口・新下関・小倉 - 博多間             | 500系 700系 N700系 |                              |

1. ↑  姫路 → 博多間、福山 → 新大阪間、新岩国 → 新大阪間、新大阪 - 三原間、新大阪 → 新山口間
2. ↑  岡山 → 新山口間、博多 → 福山間

### 停車駅
各駅に停車する。

### 使用車両・編成
東海道・山陽新幹線で現在運用中の全車種が使用されている。なお、車両の配置区所はJR東海所有車が東京交番検査車両所と大阪交番検査車両所、JR西日本所有車が博多総合車両所である。なお、N700系（8両編成）は九州旅客鉄道（JR九州）熊本総合車両所所属の編成が使用されることもある。
記号凡例
G=グリーン車指定席
指＝普通車指定席
自＝普通車自由席
S＝喫煙ルーム
=禁煙席

#### 700系
700系は、2020年3月14日以降「ひかりレールスター」用である8両編成（E編成）が山陽新幹線区間のみで使用されている。8両編成（E編成）は500系と並んで山陽新幹線における「こだま」の主力車種の一つとなっている。
2000年3月ダイヤ改正から「ひかりレールスター」として運用を開始した当時は、間合い運用の形で広島 - 博多間などの区間列車の一部で運用されていた。2011年3月の九州新幹線全通に伴い、レールスターの一部が「さくら」に置き換えられた影響で、山陽区間において100系K・P編成の運用を置き換え、700系E編成でのこだま運用が大幅に増えた。一部の列車は全席自由席で運行されている。なお、2012年3月のダイヤ改正以前は、指定席は8号車のみとなっていた。その後、2012年3月ダイヤ改正で指定席が5・6号車に変更され、2014年3月ダイヤ改正から、4号車も一部の列車を除き指定席となった。
2025年4月12日からは3編成が「ワンピース新幹線」として運行されている。

2019年度までは、東海道新幹線区間で16両編成が使用されていた。早朝・夜間に設定されていた一部の区間列車では、平日のみ普通車全車自由席となる。ただし13 - 15号車は修学旅行団体が乗車する列車で指定席となる場合があった。2019年12月1日のC54編成で運転された、こだま696号・636号（新大阪→名古屋→東京）をもって東海道新幹線区間での定期運用が終了した。

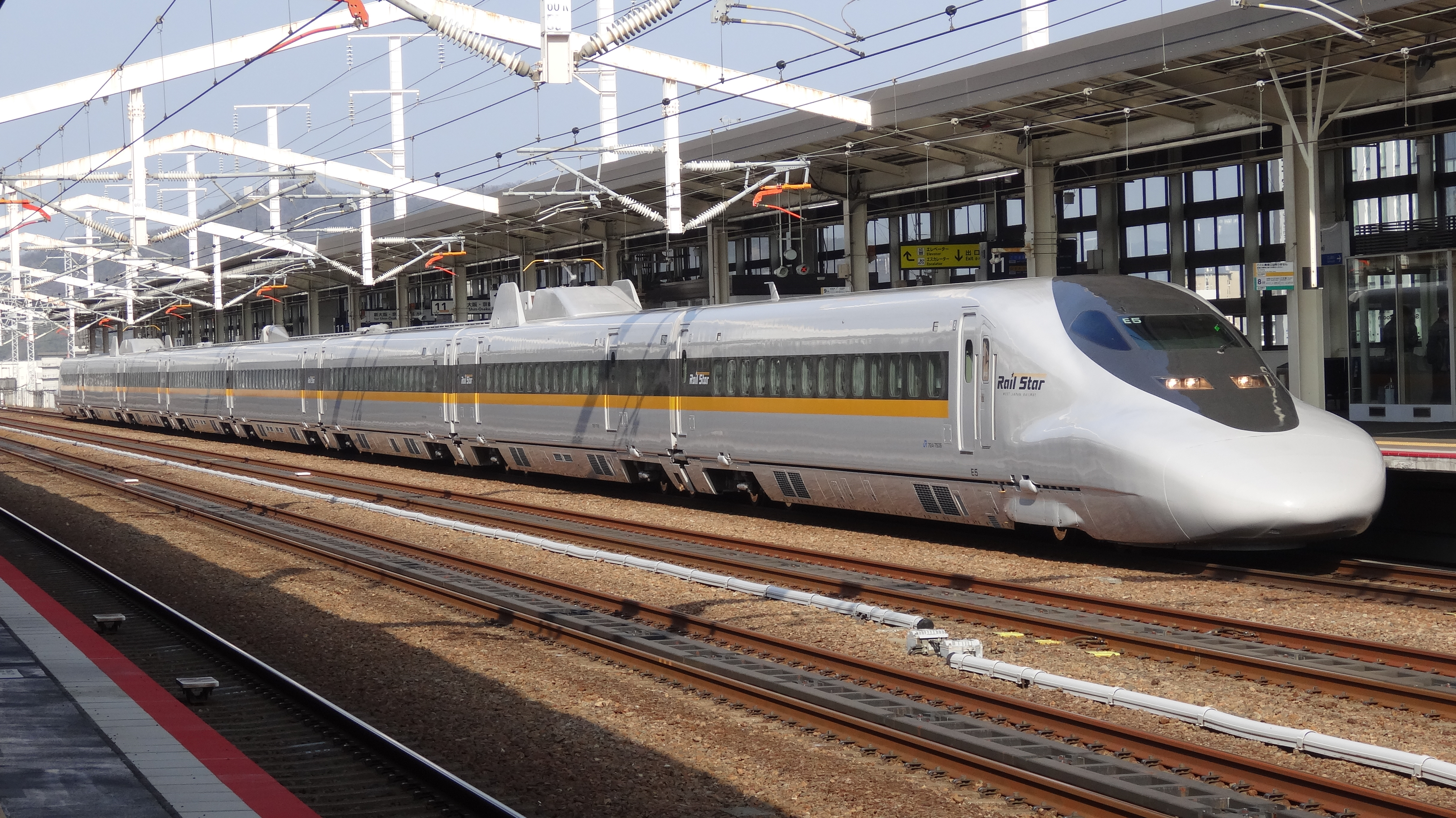
700系8両編成（E5編成）
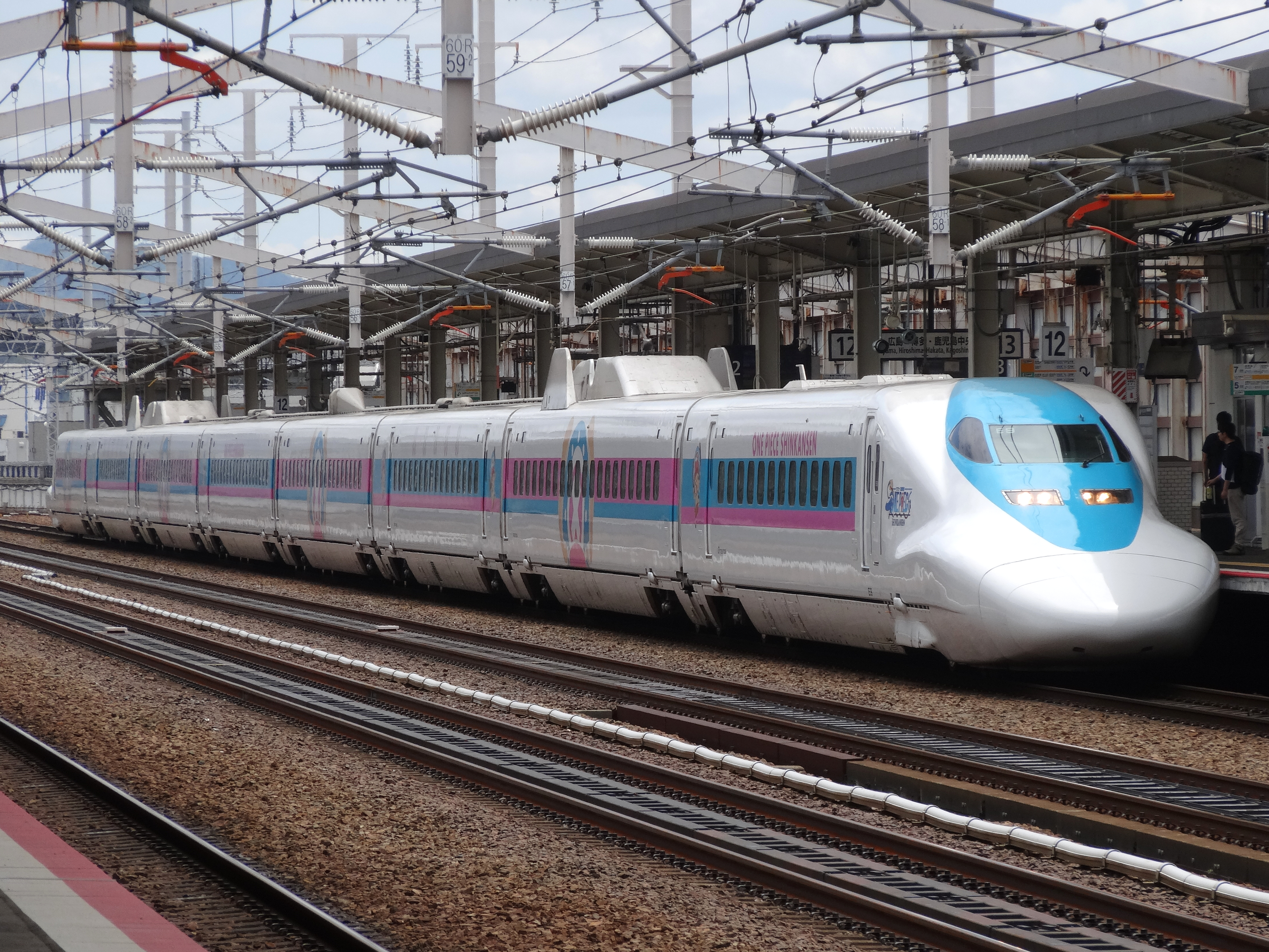
ワンピース新幹線「トニートニー・チョッパー号」（E9編成）

#### 500系
JR西日本の博多総合車両所に所属する500系8両編成（V編成）が2008年12月1日から山陽新幹線限定で運用開始し、0系WR編成運用を置き換えている。2011年の九州新幹線全通に伴い、運用がさらに増加した。16両編成（W編成）は2007年の冬以降、通常300系F編成が使用される山陽新幹線内の300系所定運用に不定期で充当されており、東海道新幹線内では原則として運用されることがなかった。
500系8両編成で運用される列車の8号車の新大阪方には、子ども用の疑似運転台が設置されている。ハンドルやスイッチを設置しており、これらを操作することで速度計やATC信号などが対応して点灯する仕組みとなっている。
2009年3月14日から、「こだま指定席往復きっぷ」がJR西日本から発売されており、該当列車は5号車（場合によっては4・5号車）が指定席に変更される。
2013年10月1日 - 12月18日の期間、4号車と5号車について座席配置を「2列×2列」に改める工事を順次実施。翌12月19日より5号車が指定席となり、さらに2014年3月15日のダイヤ改正からは4号車も一部の列車を除き指定席となった。そのため、1編成あたりの定員は8両編成（V編成）化直後の608名から557名へと減少している。

2014年7月からはV2編成が「プラレールカー」、2015年11月からは「500 TYPE EVA」、2018年から現在まで「ハローキティ新幹線」として運行している。

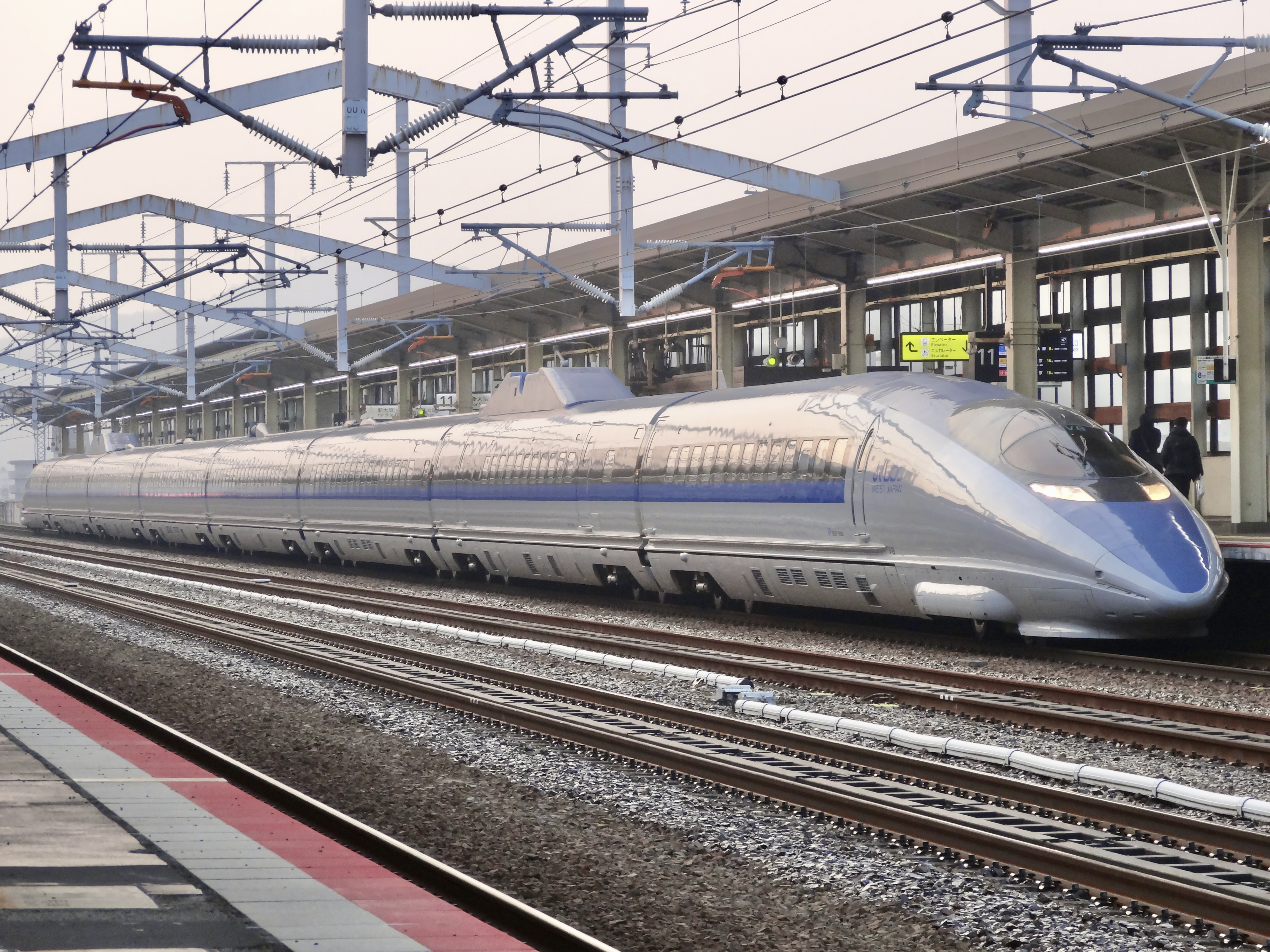
500系8両編成（V8編成）
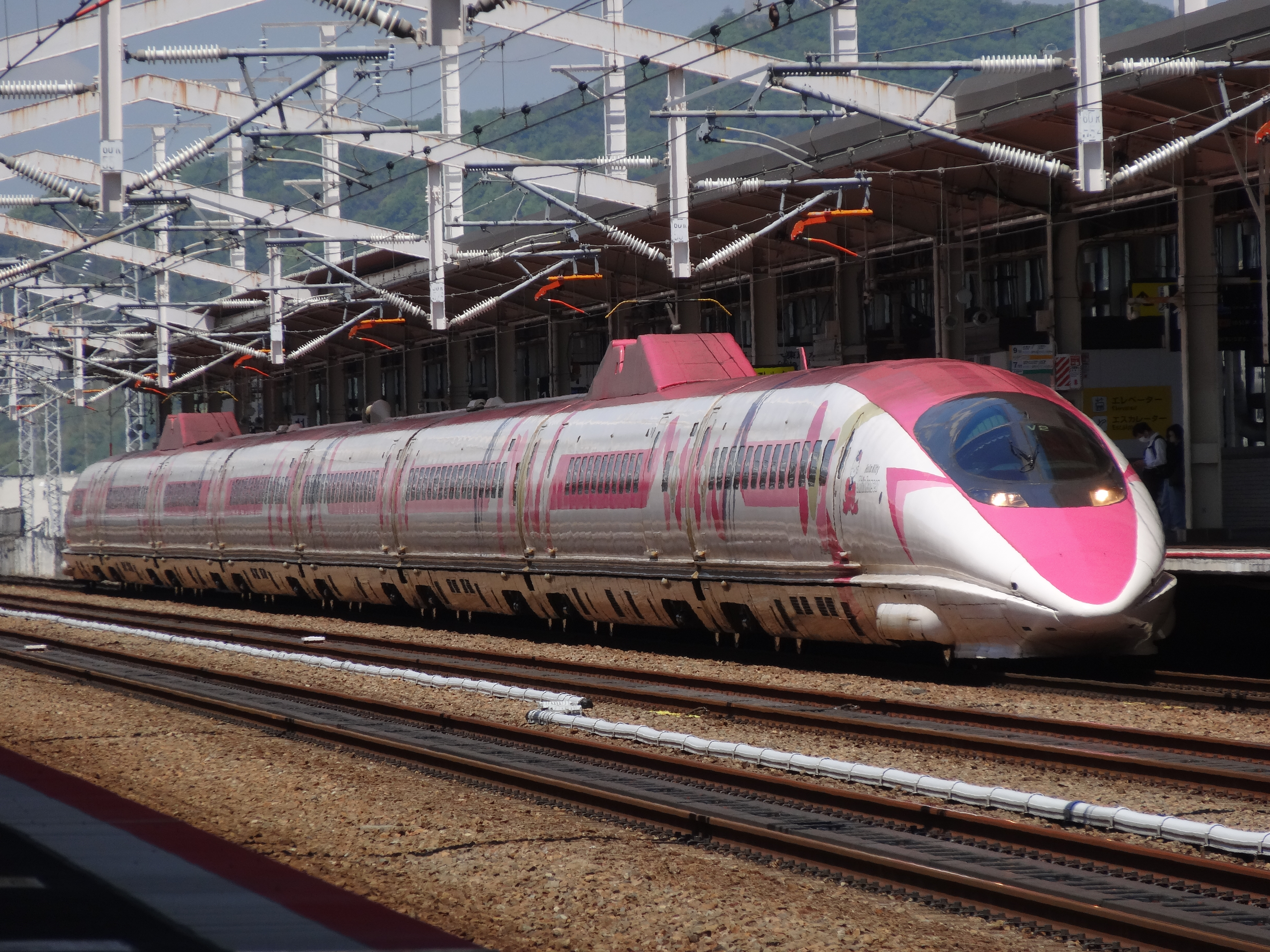
500系ハローキティ新幹線（V2編成）

#### N700系（N700A・N700Sも含む）
N700系は、東海道新幹線では2009年3月14日から浜松駅の始発の次の列車と三島駅到着最終（東京始発）の上下各1本で定期運用を開始した。2020年3月14日から東海道新幹線「こだま」全列車がN700系に統一され、最高速度も285km/hに引き上げられた。同年7月より、N700S系も充てられている。
山陽新幹線では通常300系充当の「こだま」1往復に不定期で充当されている。2009年3月13日まで朝晩の小倉 - 博多間2往復（朝下り2本上り1本、夜上り1本）に充当されていたが、同改正以降はN700系以外の車両が用いられるようになり、一時的に山陽新幹線内での定期こだま運用は消滅した。2010年3月13日のダイヤ改正でN編成が早朝・深夜の新下関 - 博多間1往復と小倉 - 博多間1往復に再度使用されるようになった。山陽新幹線区間の一部列車はグリーン車を除き全車自由席で、新下関・小倉 - 博多間のみを運転する列車においては車内でのみグリーン券を発売している。
2011年3月12日以降、「さくら」「みずほ」用のS編成（8両編成）が「こだま」として運行されている。この場合、2&2シートの4・7・8号車も自由席としている。また、2012年3月17日からは九州旅客鉄道（JR九州）所有のR編成も使用されている。2014年3月15日ダイヤ改正から、4号車は一部列車を除き指定席となっている。2023年3月18日現在、S編成は新大阪 - 岡山間1往復（朝上り1本、夜下り1本）、小倉 - 博多間朝0.5往復（下り1本）、新下関 - 博多間朝上り1本、R編成は新大阪 - 三原間1往復（朝上り1本、夜下り1本）にそれぞれ使用されている。

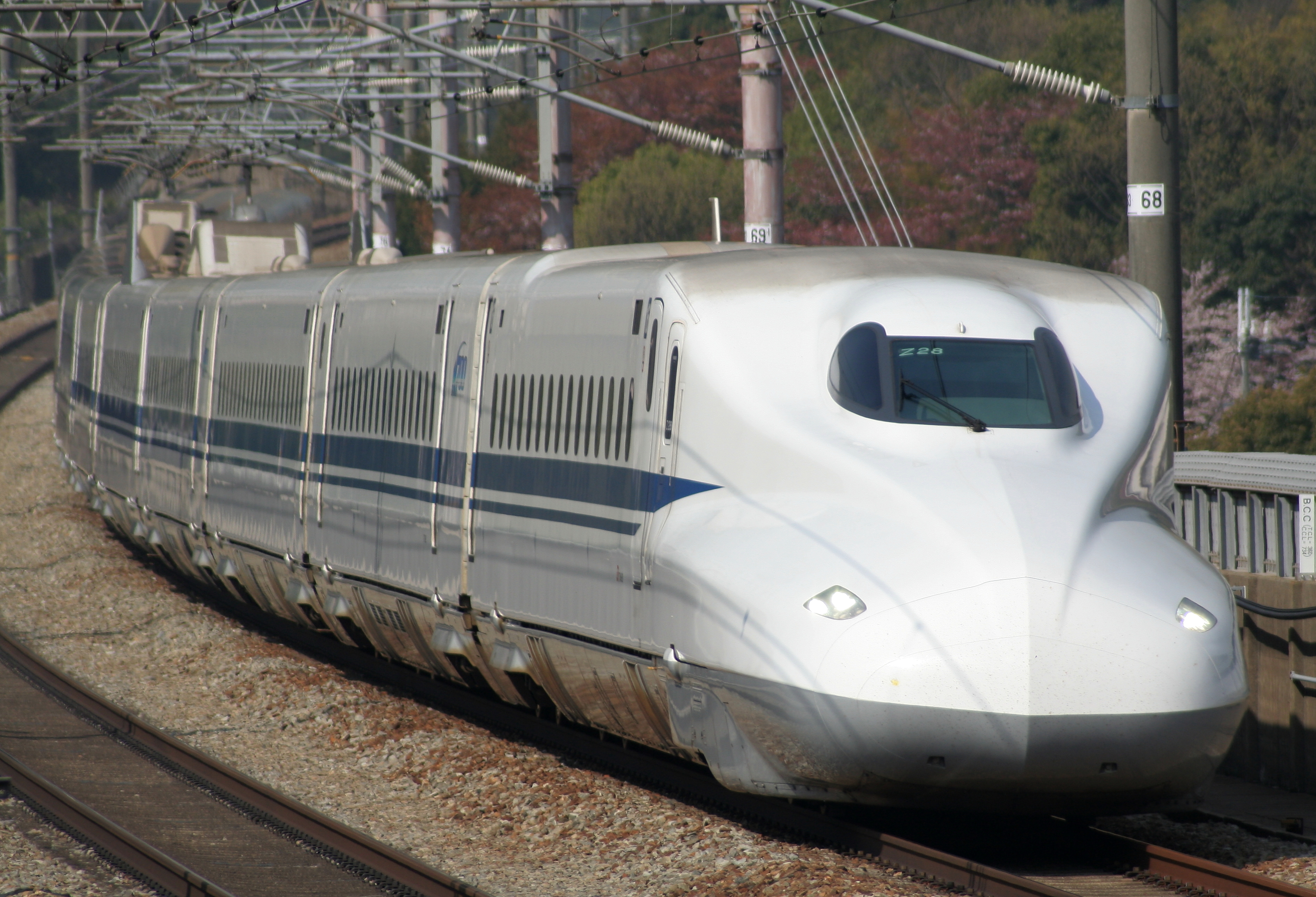
N700系（Z28(現・X28)編成）

#### 過去の車両

##### 0系
東海道新幹線では1999年9月18日まで、山陽新幹線では2008年11月30日まで使用された。
0系は、1964年10月1日の東海道新幹線開業当初から運用開始。当初は12両編成で運行していたが、その後16両編成化されたものの、再び12両化（S編成）されたのち、東海道新幹線区間では1989年に16両編成化（Y編成）された。Y編成は指定席車となる9 - 12号車の4両を2+2の4列シートに改造して運用していた。1999年9月18日の「こだま」473号（東京 → 名古屋間）の運行をもって東海道新幹線からは撤退した。
山陽新幹線においては、当初は東海道新幹線と共通運用で12両編成または16両編成で運行されたが、1985年6月に独自の6両編成（R編成）が投入され、その後は4両の短縮編成（Q編成、広島以西限定）も運用された。末期は、2+2の4列シート（旧ウエストひかり普通席用）を使用したWR編成が用いられていた。
2008年11月30日の「こだま」659号（岡山 → 博多間）の運行をもって新幹線の定期運用から撤退、全車引退した。
東海道「こだま」専用編成は原則的に山陽新幹線内に乗り入れないものとされたため、一部の編成には岡山以西の換気方式に対応しない車両が組み込まれていた。当該編成では識別のため、本来の編成番号に50を足していた。

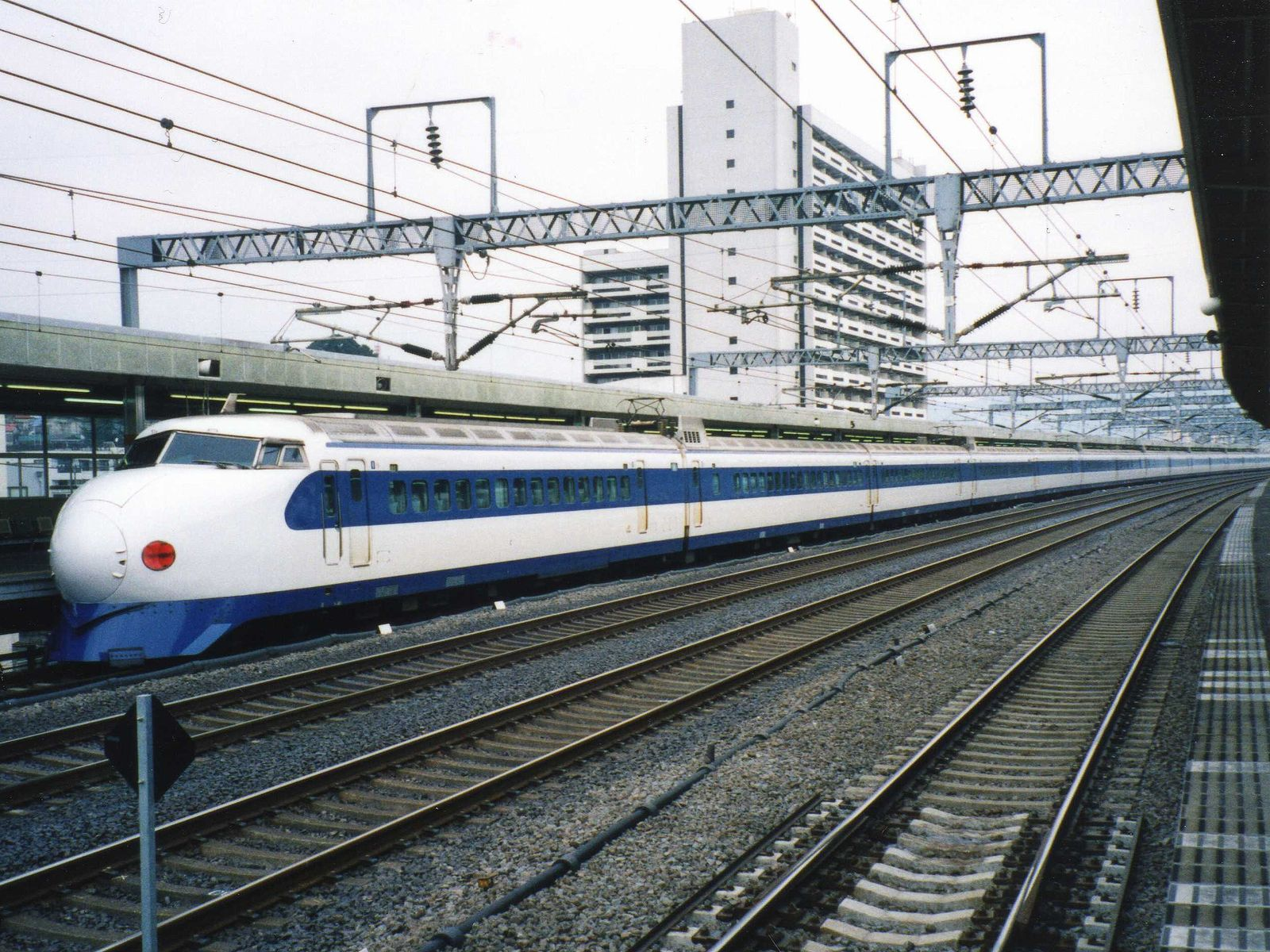
0系16両編成（YK編成）
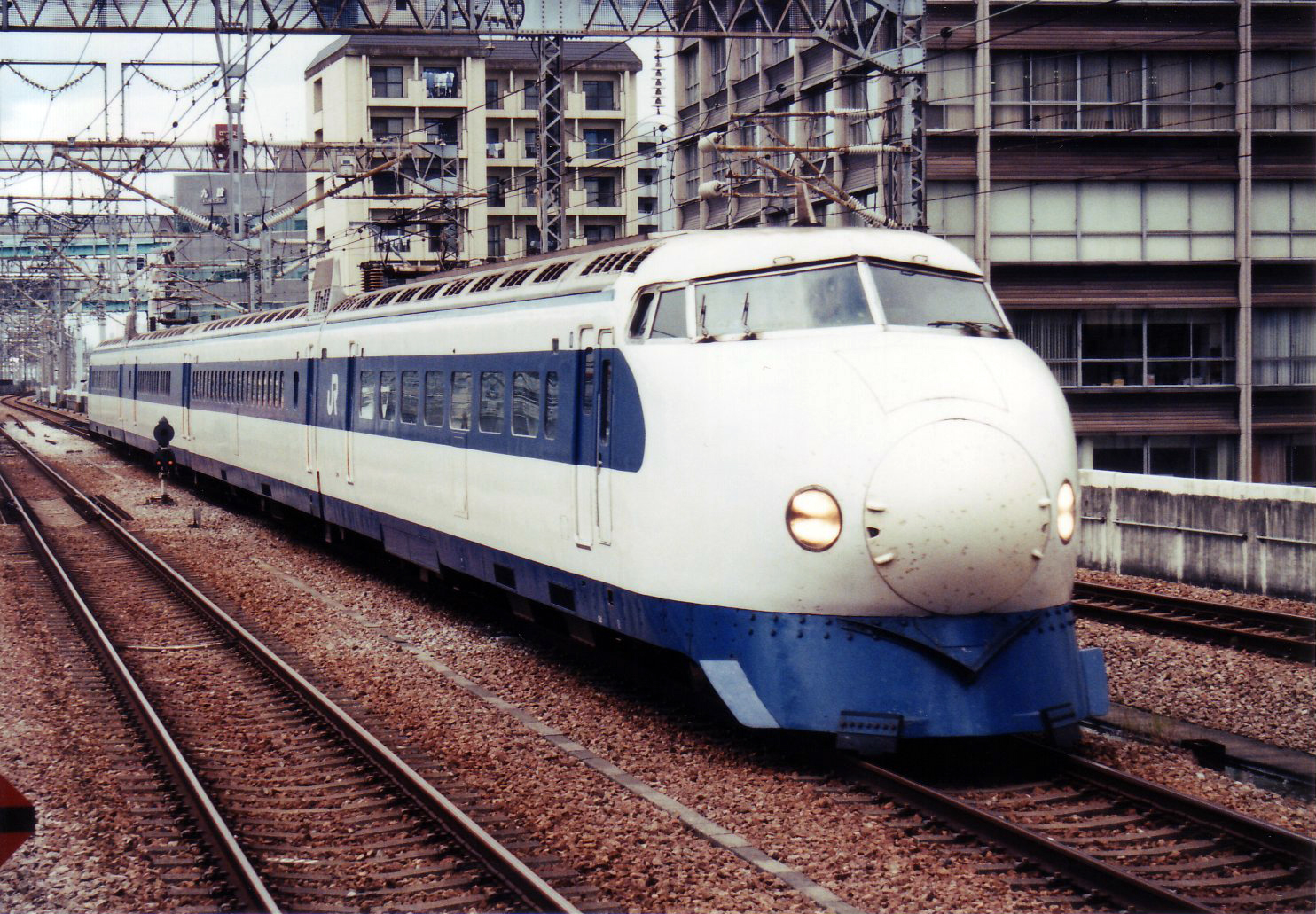
0系4両編成（Q4編成） 山陽新幹線内では輸送需要に合わせ、短縮編成が組成された。

##### 100系
東海道新幹線では2003年8月31日まで、山陽新幹線では2012年3月14日まで使用された。
100系は、JR西日本の博多総合車両所に所属する6両編成（K編成）が山陽新幹線限定で使用されていたが、2012年の春に運用から撤退すると報じられた。座席は、グリーン席からひじ掛け内蔵テーブルやフットレストを撤去したものが転用された2列+2列シートである。
列車によっては、5・6号車も指定席となる場合や全車自由席（853号）の運用も存在した。
かつて（定期運行としては2003年8月まで）は16両編成（X・G編成など）が東海道新幹線でも用いられていた。また、2011年3月11日までは4両編成（P編成）が山陽新幹線で運用されていたが、信号システムの関係上新大阪駅まで乗り入れることはなく、最大でも姫路 - 博多間で使用された。P編成は、全車両が「ウエストひかり」普通車用や100系グリーン車などから転用した2列+2列座席であった。
2012年3月14日の「こだま」766号（博多 → 岡山間）の運行をもって定期運用から撤退、300系とともに全車引退した。

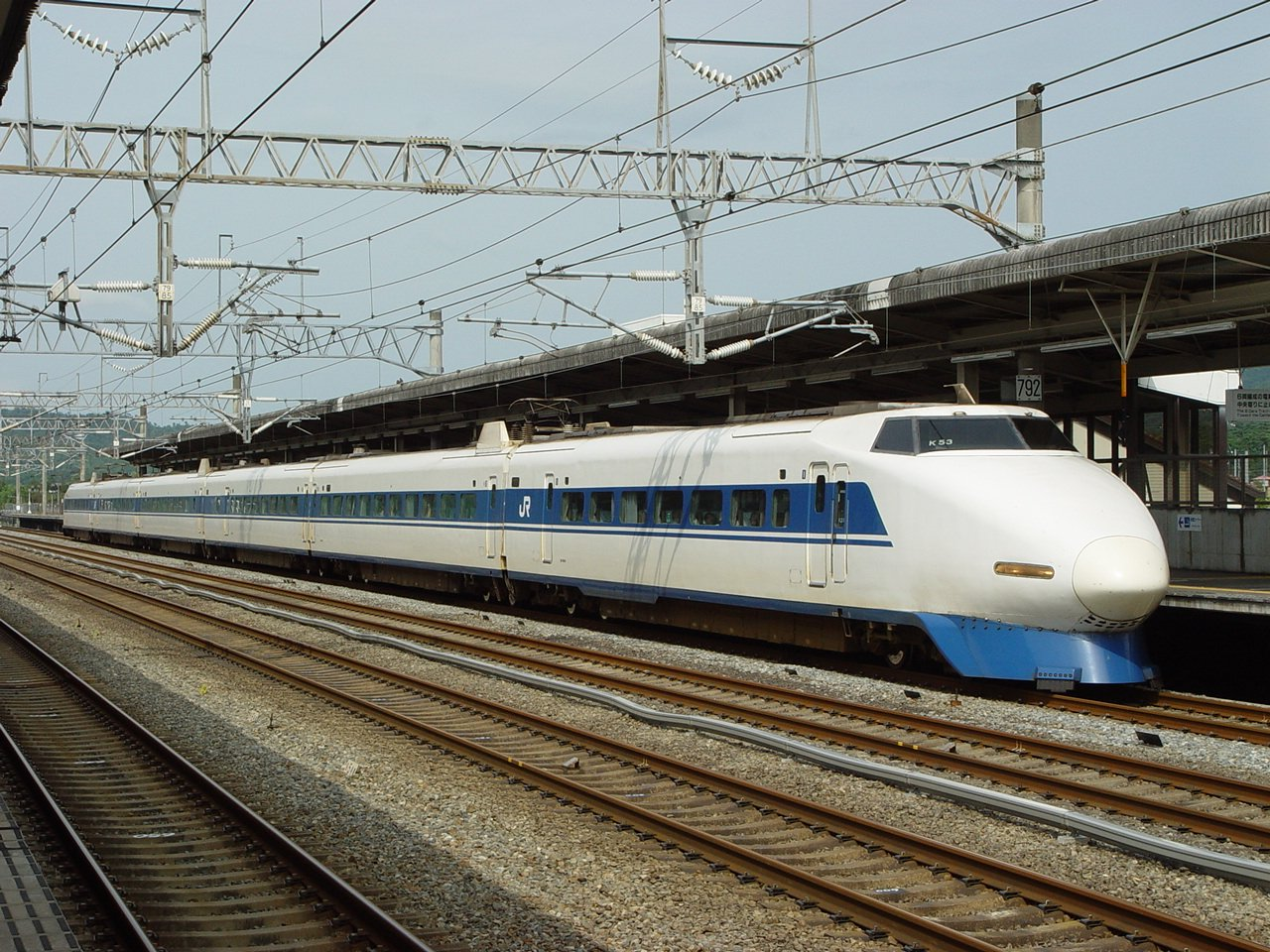
100系6両編成（K53編成）

##### 300系
300系は、東海道新幹線では700系登場以降主力車種となっていたが、老朽による廃車が進み、「のぞみ」運用から離脱した700系に置き換えられた。山陽新幹線では、2012年3月13日まで早朝の姫路 → 岡山間で1本、岡山 - 博多間で1往復に使用されていた。東海道新幹線では2012年3月12日の「こだま」650号（新大阪 → 東京間）、山陽新幹線では2012年3月13日の「こだま」727号（岡山 → 博多間）の運行をもって定期運用から撤退、全車引退した。

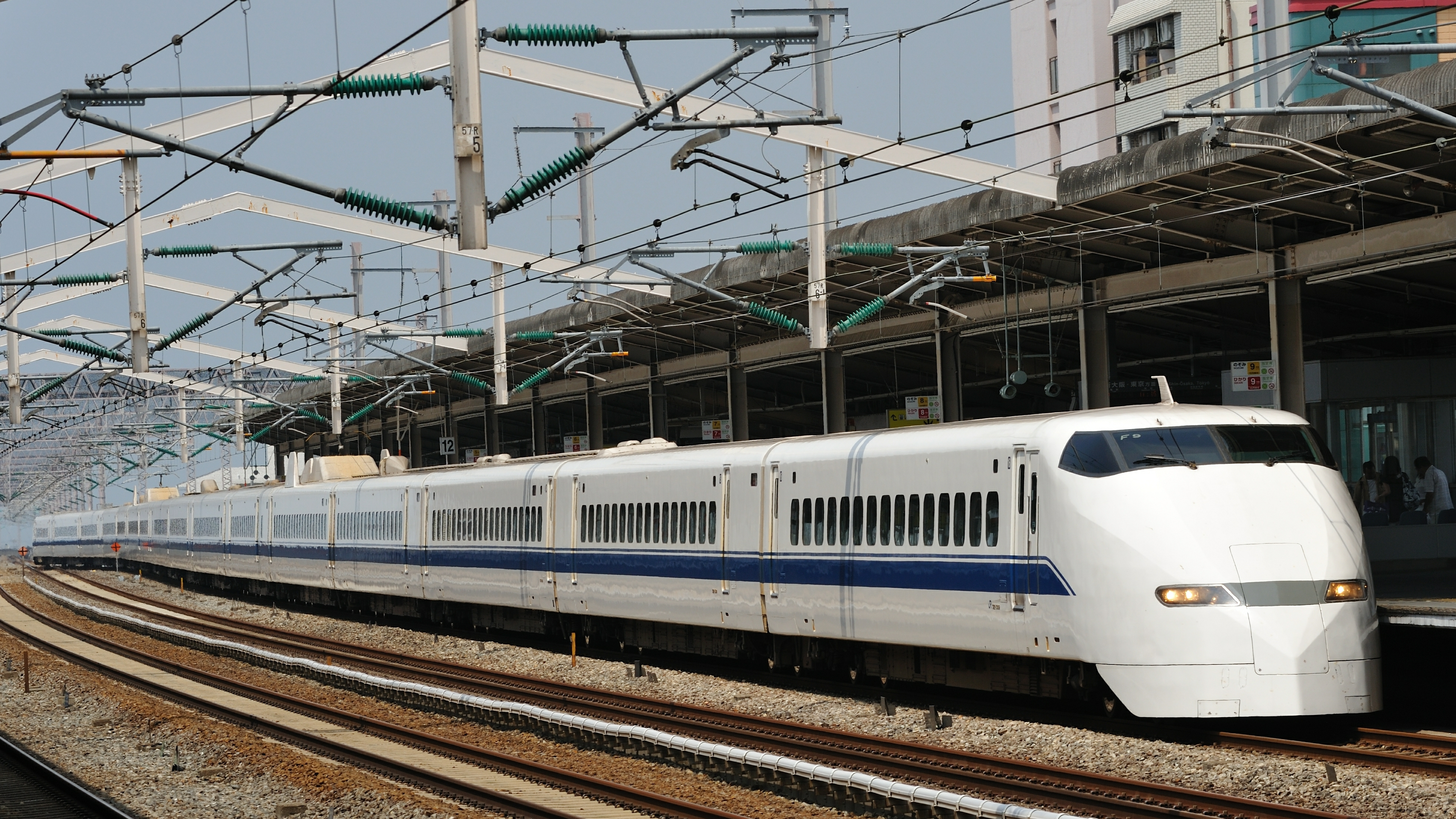
300系（F9編成）

### 「こだま」に特化した旅行商品・乗車券類
JRと一部の旅行会社では、「こだま」の利用に特化した旅行商品やトクトクきっぷを、通常発売額（運賃と特急料金等の合算額）と比べて格安な金額にて、販売している。

#### 旅行商品

##### 東海道新幹線区間
- ぷらっとこだまエコノミープラン（ジェイアール東海ツアーズ）

##### 山陽新幹線区間
- バリ得こだま・ひかり号（日本旅行）
- トク得！ひかり・こだま（ジェイティービー）
- きままにこだま＆ひかり（近畿日本ツーリスト）
- こだまっぷ・ひかりっぷ（南海国際旅行）

何れのプランとも、交通手段（新幹線）のみを提供する募集型企画旅行（フリープラン）の形態で販売されているものであり、鉄道事業者（今回の場合はJR）との間で締結された契約に基づいて発行される乗車券類とは異なる。
そのため、実際の取扱（旅行中、旅行中止に伴う払戻など）に際してJRの乗車券類とは異なる点が存在することから、プランを企画した旅行会社ではパンフレットなどで「“きっぷ”ではなく募集型企画旅行である」という旨の文言を記載し、注意を促している。

#### 特別企画乗車券
- こだま指定席往復きっぷ
- こだま指定席きっぷ
- こだま早特往復きっぷ
- こだまスーパー早特きっぷ

何れも山陽新幹線区間にて運行されている「こだま」に特化した乗車券類となっており、同線を管轄しているJR西日本が企画・発売している。
片道あたりの金額が通常発売額に比して格安に設定されている一方で、対象となる列車が限定されていること、発売枚数が限定されていること、購入後の変更が出来ないことなどの制約条件が付帯されているのが特徴である。

## 沿革
新幹線としての「こだま」の沿革を記述する。
- 1964年（昭和39年）
  - 10月1日：在来線の特急の名称を引き継ぎ、東京 - 新大阪間の各駅に停車する列車として運行を開始。ただし「ひかり」が「超特急」として割高な「超特急料金」を徴収したのに対し、「こだま」は「特急」として運行された。もちろん「ひかり」よりは遅いものの、東京 - 新大阪間を5時間で結んだ。ともに全車座席指定席を採用。新幹線列車の名称としては在来線特急「こだま」を引き継ぐものという意味のほかに、超特急を「ひかり」とすることで「光速」と「音速」という速さの対比を付けたとされる。
  - 12月18日：二等車に自由席が設定される。当時は1列車の座席定員の120%程度までで発行を打ち切っており、現在の立席特急券に近いものとなっている。
- 1965年（昭和40年）5月12日：二等車と同様の発券方式を採用して、一等車に自由席を設定。
  - 11月1日：路盤の安定により「ひかり」とともにスピードアップし、東京 - 新大阪間を4時間に短縮。以後、新駅開業による停車時間増や車両交代による速度向上を経つつ、同区間の所要時間は4時間強程度で推移する。
- 1966年（昭和41年）7月 - 11月：一等車の利用率が低いため、2両のうちの1両を二等車に置き換え。
- 1969年（昭和44年）：「こだま」のビュフェの利用率が低いのと、普通車（1969年5月10日に二等車を普通車に変更）の輸送力を増強するため、2両のうち1両を売店付き普通車に7月以降順次置き換え。
- 1970年（昭和45年）
  - 3 - 9月：この時期に開催された日本万国博覧会に伴い、例外的な輸送が実施された（大阪万博の交通も参照）。
    - ゴールデンウイーク期間中と夏期に、東海道本線上りの大阪 - 三島間を運行する臨時夜行急行列車として、「エキスポこだま」が運行された。この列車は三島駅で、同駅始発の東京行き臨時列車「こだま」492号に接続して、東京近郊の東海道本線の通勤輸送に支障を与えることなく東京方面への連絡を図る目的があった[16][17]。大阪駅を22時58分に出発、途中の静岡駅で寝台急行「銀河」2号を追い抜き、三島駅に6時53分に到着するダイヤであった[18]。

  - 10月1日：万博輸送終了により、グリーン車の自由席が廃止。

### 山陽新幹線開業後
- 1972年（昭和47年）
  - 3月15日：山陽新幹線岡山駅開業。山陽新幹線内でも「ひかり」とともに各駅に停車する列車として運行されることになった。また名古屋 - 岡山間を運行する「こだま」も設定され、新大阪駅を越える列車も登場した。またそのほかには静岡 - 岡山間の「こだま」も1往復設定された。
    - 山陽新幹線内を各駅に停車する「ひかり」が設定されたことから、同線内での「こだま」は東京発着の「ひかり」運行前・運行終了後の運行が中心となった。
    - 東京発着の「こだま」は新大阪駅までの運行で、それ以西へは運行されていない。ただし1991年3月16日ダイヤ改正までは臨時列車（または定期列車の延長運転）として、東京 - 岡山間や名古屋 - 博多間を運転する「こだま」が設定されたことはあった[19]。
    - 東京 - 名古屋間をのぞき、「ひかり」との特急料金の区別を廃止。

  - 6月29日：12両編成「こだま」の一部が16両編成に増結、1973年8月までにすべての「こだま」編成が16両化。
- 1973年（昭和48年）10月1日：「こだま」のビュフェを従業員の要員不足と利用客の減少を理由に休止し、売店と車内販売の営業体制に切り替え（その後1976年7月にセルフサービスでビュフェ営業が復活）。
- 1975年（昭和50年）3月15日：山陽新幹線博多駅延伸により、山陽新幹線内の運行区間も拡大。同時に東京 - 名古屋間の「ひかり」との特急料金の格差が廃止。
- 1976年（昭和51年）8月20日：「こだま」用編成（0系K編成）で運転される「こだま」の16号車自由席が禁煙になる[20]。ダイヤ異常時、本線に停車中の「ひかり」を追い越す珍しいシーン
（1986年 浜松駅）
- 1980年（昭和55年）

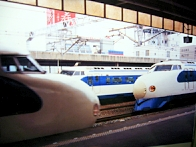
ダイヤ異常時、本線に停車中の「ひかり」を追い越す珍しいシーン
（1986年 浜松駅）

  - 3月16日：山陽新幹線博多開業5周年記念列車として、新大阪 - 博多間の「こだま」1往復を全車指定席の「新幹線記念号」として運転。「こだま」では唯一8号車の食堂車が営業された。
  - 10月1日：利用客が減少した「こだま」の運転本数が削減。自由席・指定席の配置を「ひかり」と同一方向とし、1号車が禁煙になる[21]。
- 1984年（昭和59年）7月1日：禁煙車両が2両に増加[22]。
- 1985年（昭和60年）
  - 3月14日：「こだま」編成が12両組成に減車。「ひかり」編成で運行される一部の「こだま」をのぞき「こだま」は12両で運行されることとなった。
  - 6月：博多発着列車の一部で6両編成の「こだま」が運行開始。以後、山陽新幹線の各列車に拡大し、同線における「こだま」の本数増加。
- 1986年（昭和61年）
  - 5月：100系量産車の早期落成車を暫定的に東海道新幹線の「こだま」に充当。2階建て車両非連結の12両編成でG編成と名乗っていた。
  - 11月1日：最高速度が220km/hに引き上げ、東京 - 新大阪間で運転する最速列車は3時間52分となる。

### 国鉄分割民営化以降
- 1987年（昭和62年）11月ごろ：東海道新幹線の「こだま」用0系指定席車（9・10号車）の4列シートへのグレードアップ（2&2シート）が行われ始め、翌年1988年（昭和63年）3月13日の一本列島のダイヤ改正までに完了する[23]。
- 1989年（平成元年）：東海道区間の「こだま」が順次16両組成に増強。0系指定席車の4列シートへのグレードアップが9 - 12号車に拡大。
- 1990年（平成2年）3月10日：姫路 - 広島・博多間の「こだま」が4往復新設。
- 1996年（平成8年）
  - 東海道新幹線の日中の「こだま」に100系が投入される。
  - 3月16日：これまで東海道新幹線では全区間で日中1時間2本運転されていたが、利用率の低下に伴い1往復を名古屋発着に短縮し、米原駅停車の新大阪行き「ひかり」に接続。米原駅停車の「ひかり」が岐阜羽島駅にも停車（「のぞみ」の通過待ちも岐阜羽島に変更）し、名古屋 - 新大阪間各駅停車で補充。
- 1997年（平成9年）3月22日：山陽新幹線に0系4両Q編成の「こだま」が登場[24]。
- 1999年（平成11年）
  - 9月18日：東海道新幹線「こだま」における唯一の0系運用2往復が100系に置き換え。指定席の4列シートも廃止。
  - 10月2日：同日のダイヤ改正で、静岡 - 岡山間運行の「こだま493・492号」が新大阪駅で系統分割。山陽新幹線岡山駅開業から続いてきた東海道・山陽新幹線直通の「こだま」が消滅[25]。
- 2000年（平成12年）
  - 3月11日：山陽区間で新大阪駅発着の「こだま」が1時間に2本から1本に削減され、姫路駅での折り返しになる。代わりに「ひかり」の一部が西明石駅に停車し、姫路駅で「こだま」と接続[26]。
  - 3月18日：元「ウエストひかり」の車両を利用した0系WR編成（R64編成）が組成される。全車2列+2列シートが採用された。
  - 10月4日：山陽新幹線の「こだま」に100系4両P編成が投入[27]。2002年2月12日に6両K編成も営業運転開始[27]。
- 2001年（平成13年）
  - 2月：東海道新幹線の日中の「こだま」に300系が投入される。
  - 8月21日：新たに2列+2列シートを採用した100系4両P編成（P4編成）が組成される。
- 2002年（平成14年）
  - 1月10日：新たに2列+2列シートを採用した100系6両K編成（K51編成）が組成される。
  - 6月:FIFA（国際サッカー連盟）主催サッカーワールドカップ開催に伴う、以下の横浜国際総合競技場開催試合に関係した、新横浜始発東京行を設定[28]。
    - 6月9日:グループH 日本vsロシア
    - 6月11日:グループE アイルランドvsサウジアラビア
    - 6月13日:グループG エクアドルvsクロアチア
    - 6月30日:決勝 ドイツvsブラジル
      - この日は万一、試合が延長戦・PK戦にもつれ込んだ場合を想定し、新横浜始発東京行の深夜運行を4本用意していたが、試合は延長戦に突入することなく終了したため、深夜運行することなく大会観客輸送を終えた。
- 2003年（平成15年）
  - 8月31日：同日の「こだま」2往復を最後に東海道新幹線での100系の定期運用が終了。9月16日の臨時「ひかり」を最後に運用終了。
  - 10月1日：ダイヤ改正により、次のように変更。
    1. 東海道新幹線「こだま」の最高速度が270km/hに引き上げ、東京 - 新大阪間の標準所要時間を4時間10分から4時間へ10分短縮。
    2. 山陽新幹線の姫路発着の「こだま」が岡山発着に短縮し、代替として「ひかり」の一部が相生駅に停車[29]。
- 2005年（平成17年）3月31日：100系P12編成の組成をもって、山陽新幹線「こだま」用編成（0系R編成、100系K・P編成）の全編成2列+2列シート化、フレッシュグリーン塗色化の完了。山陽新幹線「こだま」用100系+0系
（新塗色 岡山駅）

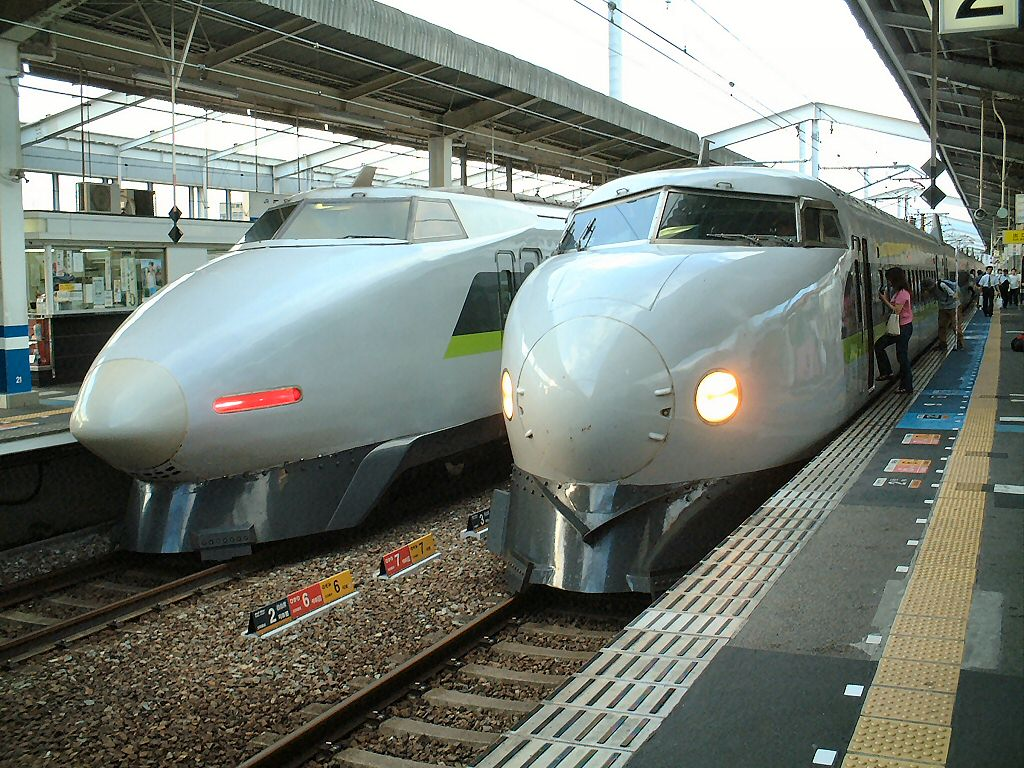
山陽新幹線「こだま」用100系+0系
（新塗色 岡山駅）

- 2006年（平成18年）3月18日：ダイヤ改正により、以下のように変更[30]。
  1. 山陽新幹線の「こだま」が18本（3本は運行区間の一部）が削減され、岡山 - 博多間で1時間に1本のみ、新大阪 - 岡山間で2時間に1本となる時間帯も発生する。
  2. 16両編成の4号車が禁煙になる。
- 2007年（平成19年）7月1日：ダイヤ改正により、山陽新幹線の「こだま」が削減され、新大阪 - 博多間1往復が新大阪 - 広島間1往復と新山口 - 博多間1往復に分割[31]。毎日運行の臨時列車1往復を運行開始（事実上の増発）。
- 2008年（平成20年）
  - 3月15日：ダイヤ改正により、次のように変更。
    1. 東海道新幹線の「こだま」が新大阪発三島行きで1本増発し、東京発浜松行き1本が名古屋行きに運行区間が延長。
    2. 東京 → 新大阪間の標準所要時間を3分短縮し、3時間57分運転とする。
    3. 山陽新幹線の「こだま」のうち、一部列車を4・6両編成から16両編成へ増強。利用客の少ない一部の「こだま」が削減（新大阪 - 岡山間2往復、岡山 - 広島間3往復、広島 - 小倉間2往復、小倉 - 博多間5往復が削減）。また小倉 - 博多間の2往復にN700系を投入。
    4. 東海道新幹線の日中の「こだま」（東京 - 名古屋間4往復および新大阪発三島行きの上り1本）に700系を投入。

  - 11月30日：山陽新幹線から0系「こだま」の定期運用が終了[32]。
  - 12月1日：山陽新幹線「こだま」の一部に500系V編成（8両）が投入。
- 2009年（平成21年） 
  - 3月10日：「こだま指定席往復きっぷ」発売開始[33][34]。
  - 3月14日：ダイヤ改正により、次のように変更。
    1. 東海道新幹線で上下1本ずつ（浜松発東京行きおよび東京発三島行き）にN700系が充当されるようになる。これはN700系の東海道新幹線内での初のこだま運用となった。また、夕方の時間帯に東京発三島行き「こだま」が2本増発。
    2. 「こだま指定席往復きっぷ」利用期間開始[34]
- 2010年（平成22年）3月13日：ダイヤ改正により、次のように変更。
  1. 東海道新幹線「こだま」のうち、夕方の東京発新大阪行き1本が名古屋行きに変更され、引き換えに東京発岡山行き「ひかり」1本が名古屋以西各駅停車に変更。また新たに三島 - 東京間の上り1本にN700系が充当される。
  2. 岡山 - 広島間3往復、広島 - 博多間1往復、小倉 - 博多間3往復の「こだま」が削減。また早朝・深夜の新下関・小倉 - 博多間の計2往復にN700系が投入。
- 2011年（平成23年）3月12日：ダイヤ改正により、次のように変更[35]。
  1. 300系・700系16両編成の3号車と700系8両編成の2号車を禁煙車に変更する[36]。
  2. 山陽新幹線内で700系（E編成）・500系（V編成）での運用が44本に増発。博多 → 岡山間1本（768号）にN700系8両編成を投入。これにより8両編成での「こだま」が19本から45本に拡大。
  3. 100系（P編成・4両）の運用が終了し、100系（K編成・6両）の運用範囲も岡山 - 博多間に縮小。
  4. 早朝の小倉発新山口行きの1本と夜間の博多 - 小倉間2往復が削減される。
  5. 下りの小倉発博多行きで実施していた自由席特急券などで普通車指定席に乗車出来る特例が廃止[37]。
  6. 朝晩の東京 - 浜松間1往復（702・703号）と名古屋発東京行きの初発列車（630号）にN700系を追加投入。
- 2012年（平成24年）3月17日：ダイヤ改正により、以下のとおり変更[38]。
  1. 100系・300系車両がダイヤ改正をもって終了し、N700系・700系・500系の3種類となった。
  2. 700系8両編成の6号車を禁煙車に変更し、全車禁煙となった。指定席が8号車から5・6号車に変更され、自由席となる8号車のコンパートメント席は閉鎖された。
  3. 車内販売を全廃[注 7][39][40]。
  4. 東京 → 新大阪間の標準所要時間を3分短縮し、3時間54分運転となった。
- 2013年（平成25年）4月5日：「こだま早特往復きっぷ」発売開始《4月26日より利用期間開始》[41]。
- 2014年（平成26年）3月15日：ダイヤ改正により、以下のとおり変更。
  1. 東京毎時26分発（11時台 - 13時台を除く）と東京毎時17分着(20時台 - 22時台を除く）の東京 - 名古屋間こだまをN700系へ置換えられる。
  2. のぞみ1時間当たり最大10本体制を終日拡大し、一部ののぞみスピードアップと東京 - 新大阪間ひかりの内、新横浜 - 名古屋間2分短縮の影響で東京 - 新大阪間直通こだまの標準所要時間が3時間54分から4時間4分へ延びる。
- 2015年（平成27年）3月1日：東京駅を午前中に発車する東海道新幹線の下りの「こだま（平日の631・633・635号を除く）」の13号車を自由席から指定席に変更[42]。
- 2018年（平成30年）3月17日：岡山 - 広島間の夜間に下り1本運転されていた「こだま」が、東京発広島行きの「ひかり」に変更される。
- 2020年（令和2年）
  1. 3月14日：東海道新幹線「こだま」全列車がN700Aに統一。7号車の自由席を指定席に、16号車の指定席を自由席に変更。合わせて、朝夕の普通車全車自由席の「こだま」の7号車を自由席から指定席に変更（一部の列車は普通車全車自由席で引き続き運転)
  2. 7月1日：東海道新幹線の一部にN700Sを使用。
- 2022年（令和4年）3月12日：ダイヤ改正により、以下のとおり変更。
  1. 東京発新大阪行き最終が19時57分発こだま755号に30分繰り下げ。
  2. 山陽新幹線にて「ひかり」と合わせて新大阪〜岡山で1往復、岡山〜広島で2.5往復、広島〜博多で2往復、新下関〜博多で1往復を削減。運転時刻の調整も行い、岡山駅で東京〜岡山の「ひかり」と岡山〜広島・博多の「こだま」を5分以内で乗換出来る時間帯を一部設定するなど一定の利便性向上をはかる。
- 2024年（令和6年）4月：東海道区間の「こだま」号の一部で鉄道利用運送事業を開始。

## 当列車にちなんだ商品

### 駅弁
名古屋駅で当列車にちなんだ駅弁「こだま」が販売されている。発売元は松浦商店。

## 事件

### こだま485号殺人事件
1988年（昭和63年）9月5日、東京発名古屋行きのこだま485号の指定席で静岡県在住の男性が刺殺される事件が発生した。
詳しくはこだま485号殺人事件を参照

## 種別を示す色について
上記の通り、現在は列車の案内表示に青色が用いられ、事実上種別を示す色となっているが、かつては在来線の普通列車と同じく、特に種別を示す色が定められていなかった。
国鉄時代は、反転フラップ式の発車標においてこだまは在来線の普通列車と同じく色を変えずに表現（種別表示以外の部分と同じく黒地に白文字）していた。新幹線のサボではこだまの文字を青色に書いていた。その後採用された新幹線の方向幕では方向幕そのものの背景が青色であったものの、あくまで種別表示部分は背景と同じ色なので、こだまの種別色として青色を使用していたわけではなかった。
JR化以降、JR東海所有の車両では方向幕のデザインが改められ、行先表示部分が白背景となり、「こだま」部分のみが青背景となった。しかし同社が新たに導入した反転フラップ式の発車標では依然としてこだまは色を変えずに黒色で表現されていた。2000年代に入ると同社の発車標はフルカラーLEDに改められ、この頃から徐々にこだまの種別を示す色として青色が定着していく。
一方JR西日本区間ではしばらく国鉄時代の反転フラップ式発車標を用い続けたが、姫路駅・広島駅・博多駅などごく一部の駅では単色また3色LEDの発車標も使われていた。2000年代に入って3色LEDの発車標への更新が増加し、JR西日本所有の車両の方向幕でも3色LEDが採用された。ここではこだまは緑色で表現されていた。しかしJR西日本区間でも2010年代からフルカラーLEDや液晶ディスプレイによる発車標が導入され、青色で表現されるようになった。これ以降、東海・西日本ともに事実上青色がこだまの種別色として定着した。

## 東海道本線電車特急「こだま」

### 電車特急「こだま」の誕生

1960年ごろの「こだま」、先頭車がパーラーカー

「こだま」は、日本国有鉄道（国鉄）で初めての電車による有料特急として1958年より東海道本線で運行を開始した。それまで長距離の優等列車は、機関車が客車を牽引する形（動力集中方式）で運転する列車しかなく、騒音が大きく乗り心地の悪い電車は長距離列車には不向きであると考えられていた。
しかし電車の性能は次第に向上し、短距離から中・長距離の輸送へ進出しつつあった。これに空気ばね台車の採用などの乗り心地を改善する新しい技術を組み合わせて、電車による初めての特急列車を運転する計画が打ち出された。機関車方式の列車では機関車の重量が大きいので、大きな出力を持った機関車を製造して高速化しようとすると、さらなる軌道の強化に多大な費用が必要となるため、軽量な電車方式での高速化が有利であるとされたのである。さらに機関車方式では、終点の駅で反対方向に機関車を付け替える手間がかかり、ホームの長時間占有が列車を増発するネックとなっていた。市街地にある駅ではホームの増設（増線）は困難で、電車方式により折り返しの時間を短縮し、これにより列車の増発を実現することも目的であった。
国鉄部内の保守的な勢力の抵抗は強かったが、機関車方式と電車方式とで所要の高速化と列車本数を実現するために必要な費用の試算がなされ、電車方式の圧倒的な優位性が確認されて、1957年（昭和32年）11月12日の国鉄常務理事会で電車方式による特急列車の設定が決定された。

### 使用車両、編成
「こだま」のために用意されたのは、新しくこのために開発された20系電車で、のちに改称されて151系電車となった。開発当初よりの仮称である「ビジネス特急」を広告上そのまま用いた。また「こだま」で最初に使用されたため、この車両は「こだま形電車」と呼ばれた。編成は右図のとおり（国鉄181系電車も参照）。

### 運行開始までのエピソード
1958年（昭和33年）10月1日に、俗に「サンサントオ」と呼ばれるダイヤ改正が実施され、「あさかぜ」に20系客車が投入された。本来は「こだま」もこれに合わせて運行を開始する予定であったが、新機軸の多い車両のため8月下旬に予定されていた完成が9月にずれ込み、さらに所要の線路側の改良作業の完了は10月直前まで掛かることになった。
そのままでは要員の習熟運転の期間がとれず、湘南電車の運行開始時に故障が相次いで「遭難電車」との汚名を受けた二の舞になるとして、当時運転局総括補佐をしていた齋藤雅男が営業担当の石井昭正常務理事と談判して、運行開始を1か月遅らせることになった。これにより、10月1日のダイヤ改正で「こだま」運転のためのダイヤは用意されるが、1か月は運休とし、試運転のみに充当されることになった。1か月に及ぶ試運転期間に、実際に新機軸として導入された空気ばねの故障やパンタグラフの脱落事故など、数々の初期不良を経験しており、その対策に関係者が奔走することとなった。こうした対策の結果もあって、10月下旬には順調に運転が行われるようになり、1か月の試運転はその役割を果たした。
こうして11月1日から営業列車としての運転が始まった。当日は、東京駅15番ホームで下りの始発列車に対して十河信二国鉄総裁が、神戸駅で上りの始発列車に対して石井昭正常務理事がテープカットを行った。営業初日の車内では、運行開始を記念して20系電車がデザインされ、「ビジネス特急「こだま号」記念」と称された5本入りのピース2000個が乗客に無料で配布された。

### 運行概況
運行開始当時の運行区間は東京 - 大阪・神戸間を各1往復運行で、最高速度は110 km/hで東京 - 大阪間は所要6時間50分であった。これは電気機関車牽引による客車特別急行列車「つばめ」・「はと」が7時間30分で結んでいたのに対して40分の短縮であった。東京 - 大阪間の停車駅は客車特急よりさらに絞り込み、横浜・名古屋・京都のみとした。横浜 - 名古屋間300 km超のノンストップとなるため、運転士は安倍川鉄橋上で田町・大垣電車区の交替を行なった。なお、交替運転士は運転台直後の客席で待機し、大垣電車区の運転士は横浜駅での折り返し運用が組まれていた。名古屋以西は宮原電車区が担当していた。
2往復の列車は、「第1こだま」・「第2こだま」と出発順に付番されることとなった。この列車愛称の命名方式は「つばめ」・「はと」など、一列車一愛称が慣例であった特別急行列車では初例であった。ただし、下り「第1こだま」と上り「第1こだま」とが別々に設定されており、現在のように奇数が下り、偶数が上りとの分け方はされていなかった。下り「第1こだま」は東京7時発、大阪13時50分着、「第2こだま」は東京16時発、大阪22時50分着、神戸23時20分着、上り「第1こだま」は神戸6時30分発、大阪7時発、東京13時50分着、「第2こだま」は大阪16時発、東京22時50分着であった。
1959年（昭和34年）9月のダイヤ改正で、線路改良の進展に伴い「こだま」の所要時間は6時間40分に短縮された。また、相変わらず満席が続き、予備車をやりくりして多客期には10両編成に増結するなどしていたが、後述する「つばめ」・「はと」の電車化に伴う増備車両のうち早期に落成した車両を利用して、この年の12月13日から「こだま」が12両編成化された。
運行開始後の集計では、乗車率は平均87 %を記録した。前後の急行・準急列車の乗車が減少していたわけではなかったので、良好なサービスを提供したことによる新規の需要拡大であると判断された。座席指定券は発売開始と同時に売り切れてしまう状態が続き、当初予定していたビジネス客が急用で乗ることができないということから、当日発売席を用意するなど、営業側が対応に追われることになった。「こだま」運行開始にあたって線路の改良と車両の準備に投じた9億円の資本は、運行開始1年で回収された。

### 「つばめ」・「はと」の電車化
「こだま」運行開始後も、「つばめ」・「はと」は引き続き電気機関車牽引の客車列車として運転されていたが、使用している車両の老朽化は激しく、置き換えが行われることになった。「こだま」の人気と実績により、既に電車による優等列車運転に疑問を唱えるものはいなくなり、この置き換えでは「こだま」と同一編成に統一して電車列車とすることになった。「はと」は「つばめ」に統合されることになり、1960年（昭和35年）6月1日のダイヤ改正から上下とも「第1こだま」「第1つばめ」「第2こだま」「第2つばめ」の順で運転されることになった。13億円の投資を行って線路改良をさらに行い、停車駅を2駅増やしつつさらに10分の時間短縮を行って東京 - 大阪間を6時間30分とした。
「つばめ」の電車化により、従来の客車列車に存在した展望車や食堂車の代替が望まれた。従来の「こだま」にはビュフェのみの連結であったが、この改正に合わせて食堂車サシ151形が製造されて連結された。展望車の代替としては、2 m×1 mの大窓を備えた区分室や、通路の両側に1列のみの座席の配置された開放室など、1両の定員が18名という豪華なクロ151形「パーラーカー」が用意された。またダイヤ改正の2か月後の8月20日から、ビュフェに電話室が設置されて、日本電信電話公社（のちのNTTグループ）と接続した列車電話のサービスが開始された。電話を掛けられる地域は東京・名古屋・大阪限定であったが、上下4往復の列車のためだけに東海道沿線14箇所に基地局を設置して、400 MHz帯のUHF無線通信でつなぐシステムが用意された。パーラーカーでは、パーサーが電話機を持参して自分の席で電話を掛けられるサービスもあった。
ダイヤ改正前日の5月31日には、田町電車区で編成の入れ替え作業が行われた。それまで3編成であったのが6編成に増強されるとともに、食堂車やパーラーカーの組み込みがあり、加えて制御回路の接続の関係から車両の方向転換などもあり、事前によく計画を立てて行われた。5月31日の下りの「第2こだま」は事前に準備してあった新しい編成で運転が行われ、別途回送した新しい編成とともに6月1日の大阪発の列車をまかなった。また5月31日の午後の列車で上京してきた車両は、田町電車区に回送されて深夜に編成の入れ替え作業が行われ、翌朝の東京発の列車から新しい編成で運転された。
「こだま」に使用していた151系電車は予備車が少なく、その故障時には急行形車両の153系電車による代替運行も行われたことがあった。153系電車は接客設備では151系電車にはるかに劣るものの、速度性能は「特急」に使用されても問題ないものであった。153系電車では座席が特急用車両の水準に満たなかったのみならず、三等車はおろか二等車にすら冷房も搭載されていなかったが、この当時は冷房のないおよび座席が特急用車両の水準に満たない車両でも、特急料金を割引く規定が存在していなかったため、通常の特急料金のままであった（運転開始当時は非冷房の客車を使用した特急列車が「はつかり」の三等車などの一部にあり、座席が特急用車両の水準に満たない車両を使用した特急列車も「かもめ」の三等車など、一部に設定されていたことも要因であった）。しかし1961年10月1日の規定の改定で、冷房がない場合、および座席が特急用車両の水準に満たない場合の割引制度が制定されたため、同日以降、153系電車で運行する際は特急料金の半額を返金するようにした。利用者からはこの代替列車は「こだま」をもじって「かえだま」（替え玉）と呼ばれた。「つばめ」の電車化後も151系電車の故障時の予備車不足はまだ生じ、「かえだま」や、157系電車（日光形電車）の代替使用（「新かえだま」）もあった。こうした故障は当時のマスメディアにも取り上げられ、対策として抵抗器の容量増大や主電動機の密封化などの改良が行われて故障も減少するに至った。「かえだま」については、「第一富士」脱線事故も参照のこと。

### 東海道新幹線の開業まで
1961年（昭和36年）10月1日の、サンロクトオと称されるダイヤ改正により、「こだま」は2往復とも大阪発着となった。「こだま」と同じ形式の電車を利用した特急が大幅に増発され、東海道本線を行き交うようになった。さらに1962年（昭和37年）6月1日のダイヤ改正では、広島へ同じ151系による「つばめ」や、派生形式161系による特急「とき」が上野 - 新潟間に設定されるようになった。
1964年（昭和39年）10月1日の、東海道新幹線開業に伴うダイヤ改正により、東京 - 大阪間在来線特急が廃止となったため、在来線特急としての「こだま」は廃止された。